# シモーナ・クァダレッラ
シモーナ・クァダレッラ（Simona Quadarella、1998年12月18日 -）は、イタリアの競泳選手。2020年東京オリンピックでの女子800m自由形銅メダリスト。

## 経歴
2017年世界水泳選手権で女子1500m自由形に出場し、銅メダルを獲得した。2017年、19歳のときに国際的な選手となり、2017-2018年の2年間で国際大会で9つのメダル（金メダル7つ、銅メダル2つ）を獲得した。ここには2018年ヨーロッパ水泳選手権での400m、800m、1500m自由形の3つの金メダルも含まれる。2019年7月に、光州で行われた世界選手権で1500mを15:40.89のタイムで金メダルを獲得し、初の世界タイトルを獲得した。また、800mでは8:14.99のタイムで銀メダルを獲得した。

## 国内記録
- 800m自由形: 8:14.99 光州、2019年7月27日 - 現保持者
- 1500m自由形: 15:40.89 光州、2019年7月23日 - 現保持者

## 国際大会メダル
個人種目
| 選手権                | 400m自由形 | 800m自由形 | 1500m自由形 |
| --------------------- | ---------- | ---------- | ----------- |
| 世界水泳 2017         |            |            | 3           |
| ユニバーシアード 2017 |            | 1          | 1           |
| ヨーロッパ短水路 2017 |            | 3          |             |
| 地中海競技大会 2018   | 1          | 1          |             |
| ヨーロッパ水泳 2018   | 1          | 1          | 1           |
| 世界短水路 2018       |            | 2          |             |
| 世界水泳 2019         |            | 2          | 1           |
| ヨーロッパ短水路 2019 | 1          | 1          |             |
| オリンピック 2020     |            | 3          |             |
| ヨーロッパ水泳 2020   | 1          | 1          | 1           |
| 世界短水路 2021       |            | 3          |             |
| ヨーロッパ短水路 2021 |            | 2          | 2           |
| 世界水泳 2022         |            | 3          |             |
| ヨーロッパ水泳 2022   | 2          | 1          | 1           |
| 世界水泳 2023         |            | 2          |             |
| 世界水泳 2024         |            |            | 1           |
| 世界水泳 2025         |            |            | 2           |